# HC Slavia Praha

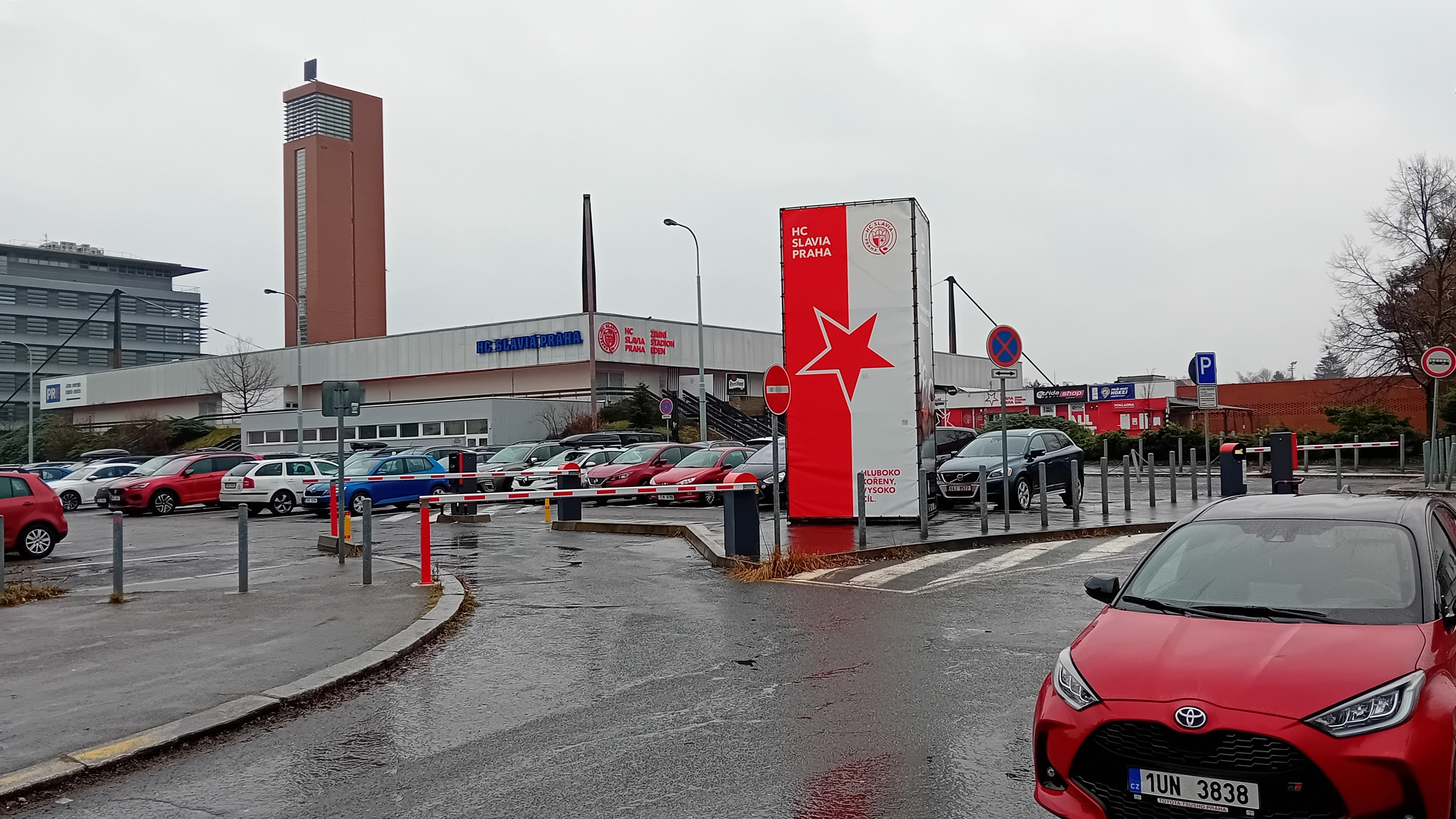
Zimní stadion Eden

HC Slavia Praha (celým názvem: Hockey Club Slavia Praha) je český klub ledního hokeje, který sídlí v Praze. Založen byl v roce 1900 pod názvem SK Slavia Praha. Svůj současný název nese od roku 1993. Od roku 1994 do roku 2015 byl klub pravidelným účastníkem nejvyšší české soutěže, ve které doposud získal dva mistrovské tituly. Slavia měla také významnou roli při zakládání Českého svazu hokejového. Od srpna 2007 používá HC Slavia Praha nový klubový znak. Od sezóny 2015/16 působí v 1. lize, druhé české nejvyšší soutěži ledního hokeje. Klubové barvy jsou červená a bílá.
Před začátkem sezóny 2020/2021 představil klub 6. srpna 2020 u příležitosti 120 let od svého založení novou vizuální prezentaci, která zahrnovala jak nové dresy, tak změnu loga, jež se navracelo k tradiční slávistické symbolice. Na začátku sezóny 2024/25 představil klub nový claim: …Sešívaná hrdost!
Své domácí zápasy odehrává na zimním stadionu Eden s kapacitou 4000 diváků.
Klub je jedním z protagonistů seriálu Lajna 2, kde ji trénuje Luboš Hrouzek (Jiří Langmajer).

## Týmové úspěchy
- Vítěz nejvyšší domácí soutěže – 2002/03, 2007/08[6]
- Vítěz základní části nejvyšší domácí soutěže – 2008/09[6]
- Vítěz Mistrovství zemí Koruny české – 1909, 1911, 1912 (pozn.: vítězství v tomto turnaji se nezapočítává do tabulky ligových vítězů[6][7])
- Vítěz Mistrovství Československého hokejového svazu – 1919 (pozn.: vítězství v tomto turnaji se nezapočítává do tabulky ligových vítězů[6][7])
- Vítěz Mistrovství ČSR – 1924 (pozn.: vítězství v tomto turnaji se nezapočítává do tabulky ligových vítězů[6][7])
- Vítěz Tatranského poháru – 1929, 1934[8]
- Vítěz Poháru redakce Sportu a her – 1904, 1905[9]
- Vítěz Pražského poháru – 1961/62[zdroj?]

## Historie

### První kroky a desítky let bez stálé prvoligové příslušnosti

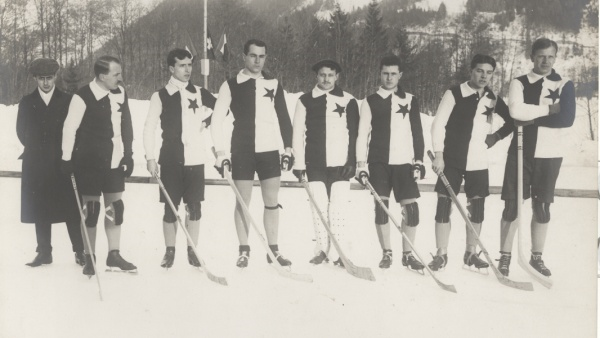
Hokejové mužstvo Slavie Praha na turnaji v Chamonix v roce 1912.

Podobně jako v jiných českých klubech na počátku 20. století se i v klubu Slavie hrál nejprve bandy hokej. Funkcionář Slavie Emil Procházka inicioval vznik Českého svazu hokejového, který přihlásil do tehdejší LIHG již v roce 1908. Hráči Slavie v dalším roce byli u prvního setkání Čechů s ledním (tehdy pro rozlišení označovaném slovem kanadský) hokejem, jak ho známe dnes, v Chamonix. Ve slávistických dresech s červenou hvězdou na bílém podkladě byly tehdy dokonce odehrány první mezinárodní zápasy hokejové reprezentace Čech. Brankář Josef Gruss posléze přeložil pravidla a Slavia se stala vítězem prvního uspořádaného mistrovství Čech. Hráči Slavie byli důležitými členy reprezentace i při prvních mistrovstvích Evropy, kde ještě před první světovou válkou dvakrát dosáhli až na titul. Český hokej se po první světové válce vzpamatoval až v roce 1919, kdy se v Praze uspořádal první československý hokejový turnaj Mistrovství Československého hokejového svazu. Mistrem se stal 1. tým Slavie. V roce 1924 vyhrála Slavia i Mistrovství ČSR konané pod záštitou Kanceláře prezidenta republiky Tomáše Garrigue Masaryka. Mnozí hráči úspěšně reprezentovali i po válce a dva z nich (Jan Fleischmann a Otakar Vindyš) se dokonce v roce 1936 podíleli i na dlouhou dobu jediném startu Slavie v nově založené první lize. Za Slavii tuto ligovou sezónu odehrál i budoucí dvojnásobný mistr světa Josef Trousílek, ale tým sestoupil.
Zpět k první lize se Slavia přiblížila nejvíce v roce 1947, kdy ale ztroskotala na Sokolu Říčany. V dalších letech se mohla chlubit spíše výchovou hokejistů. V roce 1964 došlo ke sloučení se smíchovskou Tatrou (bývalý LTC), která se tak vrátila do mateřského klubu. Slavie ovšem nepovažuje výsledky LTC za vlastní a nadále v historii uvádí pouze ty své. Mnoho hráčů odcházelo i do konkurenční Sparty a výrazně se prosazovalo i v reprezentaci. Zářným příkladem za všechny byl trojnásobný světový mistr brankář Jiří Holeček. Útočník David Volek byl pak prvním odchovancem, který si zahrál i v NHL. V roce 1994 překvapivě do Slavie zamířil po návratu ze zahraničí litvínovský odchovanec Vladimír Růžička. Mistr světa z roku 1985 pomohl Slavii z baráže do samostatné české extraligy, když tým pod vedením dalšího mistra světa a tentokrát již trenéra Richarda Fardy obsadil v barážové skupině druhé místo za Vsetínem.

### Působení včeské extralize

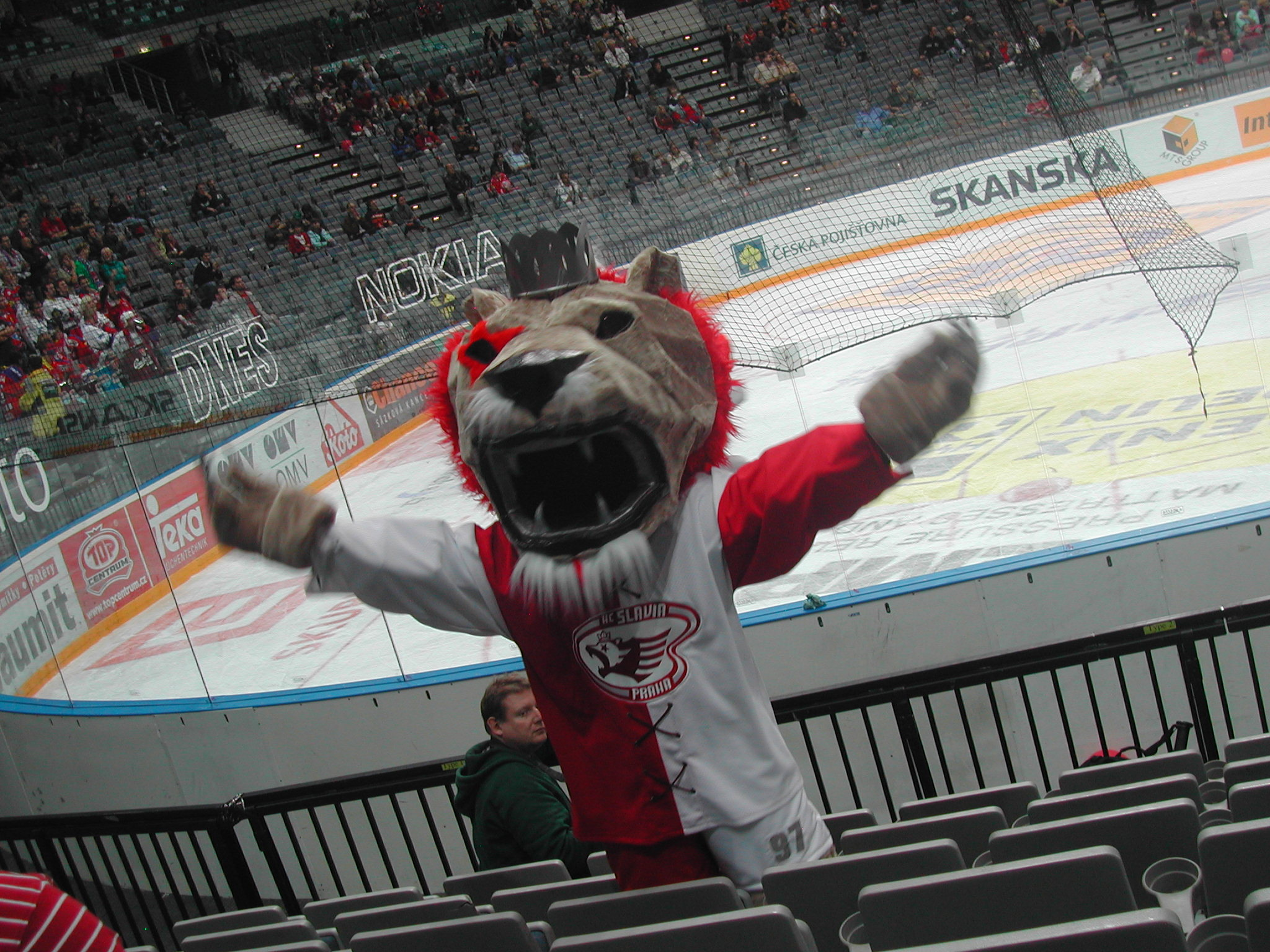
Maskot týmu

#### Sezóna 1994/1995
Do první extraligové sezóny vstoupila Slavia posílena kromě Růžičky o další dva hráče, kteří se vrátili ze zahraničí. Obranu vyztužil další mistr světa Miloslav Hořava a do útoku přišel, jak se později ukázalo, nejtrestanější hráč ročníku Tomáš Jelínek. Tým, do něhož se v polovině sezóny vrátil trenér Farda, zaznamenal úspěch, i když postupem do čtvrtfinále play off zůstal znovu ve stínu druhého nováčka a zároveň mistra ze Vsetína.

#### Sezóna 1995/1996
Před následující sezónou došlo především k posílení útoku, když z Jihlavy přišel rozený střelec Viktor Ujčík, z Litvínova Ivo Prorok a ze Sparty Michal Sup. Během sezóny slávistický dres navlékli i německý reprezentant s českými předky Jan Benda a místo Jelínka Tomáš Kucharčík. Elitní formaci v rámci celé extraligy ovšem vytvořili Ujčík, Růžička a Prorok. První z nich dal 45 gólů ve 46 zápasech základní části i play-off dohromady, což bylo dalece nejvíce z celé ligy a centr útoku nasbíral ve 42 zápasech kompletní sezóny 23 gólů a 48 přihrávek, díky čemuž vyhrál kanadské bodování soutěže. Obránce Hořava se blýskl 42 přihrávkami ve 44 zápasech celé sezóny. Ve čtvrtfinále však tým ztroskotal na Českých Budějovicích. Ujčík si nicméně odjel pro zlatou medaili do Vídně.

#### Sezóna 1996/1997
V létě 1996 přišel tým trénovat Marek Sýkora, který si vydobyl v minulých letech reputaci postupem do finále s Plzní a Pardubicemi. Ze zahraničí do Slavie zamířil další starší zkušený reprezentant Jiří Doležal. Slabým článkem se však ukázal být příchod brankáře Pejchara a nijak zvlášť nepřesvědčil ani útočník Kaděra. Po dvojité trenérské rošádě opět sezónu dokončil na trenérském postu Farda a tým se opět nedočkal postupu přes čtvrtfinále, do něhož pronikl těsně jenom díky lepším vzájemným zápasům s Litvínovem. Slavia byla nejtrestanějším mužstvem soutěže.

#### Sezóna 1997/1998
V olympijské sezóně přivedl Růžička jako kapitán českou reprezentaci ke zlatým medailím v Naganu. Slavia získala klid do branky v osobě Ladislava Blažka a ve čtvrtfinále byla konečně úspěšná, když vyhrála alespoň některé ze střetnutí. Přesto ovšem proti Třinci, kam nejprve před sezónou odešel její generální manažer a během ní i Ujčík, neuspěla. Do kádru v této sezóně pronikali mladíci jako obránce Jan Hejda či útočník Tomáš Divíšek.

#### Sezóny 1998/1999 a 1999/2000
Následující dvě sezóny byly pro klub prvními konečnými umístěními mimo play off v krátké extraligové historii zklamáním, ale tým procházel obrodou, která se měla brzy projevit v pozitivním smyslu slova. V brance se začal v dobrém světle ukazovat Roman Málek, ale tým na druhé straně zapomínal střílet góly. V tomto období opět odešel trenér Farda a v 50. kole sezóny 1999–2000 v duelu proti mateřskému Litvínovu odehrál své poslední soutěžní utkání kariéry zraněním sužovaný Růžička.
Bývalý excelentní útočník však ve Slavii zůstal jako trenér mládeže a sportovní manažer.

#### Sezóna 2000/2001
Začátek nového ročníku ovlivnilo vyhrožování fyzickým násilím novému trenérovi Jaromíru Šindelovi. Bývalý úspěšný reprezentační gólman odešel do ústraní a jeho místo u prvního mužstva zaujal Růžička. Sportovní manažer již před sezónou nezapřel své kořeny a přivedl do týmu kompletní litvínovský útok Branda – Alinč – Hübl. Po nástupu na trenérskou lavičku zorganizoval též návrat Ujčíka z Třince. Tým oslavil 100 let trvání klubu prvním postupem mezi nejlepší čtyři mužstva, když zdolal ve čtvrtfinále v sedmizápasové sérii, která se ve svém průběhu vyvíjela střídavě výhodně pro obě strany, Znojmo. V semifinále ovšem nestačil na Vsetín, když ve čtvrtém zápase prohospodařil vedení 5:2 na začátku třetí třetiny tohoto semifinálového utkání. Málek byl vyhlášen nejlepším brankářem sezóny a zvítězil i v hlasování diváků o akci sezóny.

#### Sezóna 2001/2002
Do následující sezóny vstupovala Slavie posílena o olympijského vítěze z Nagana Josefa Beránka. V základní části mužstvo i přes dlouhodobé zranění Málka inkasovalo pouze ve dvou utkáních 5 branek. V play off vyrovnalo svůj výsledek z minulé sezóny, ale mnohé velmi mrzel jasný způsob, kterým mužstvo propadlo kvůli mizivé produktivitě v sérii s největším konkurentem Spartou.

#### Sezóna 2002/2003
Čerstvý generální manažer klubu Růžička měl pro nadcházející sezónu o prvotní cíl tedy postaráno. V konečném účtování extraligy chtěl být první v Praze, tedy lepší než Sparta. Před sezónou Slavia pustila pryč několik hráčů a z Havířova angažovala především nejlepšího střelce předchozího ročníku Davida Hrušku. Obranné řady zas vyztužil původem sparťanský reprezentační obránce, olympijský vítěz z Nagana a vícenásobný mistr světa František Kučera. Pro oživení útoku byli z Plzně po první čtvrtině soutěže angažováni Duda a Krátoška, místo kterých opačným směrem putoval Ujčík. S novými tvářemi a především vytvořeným úderným útokem Duda – Beránek – Sup tým neprohrál v normální hrací době 13 zápasů v řadě a i třetí čtvrtina soutěže mužstvu vyšla skvěle. Brankář Málek překonal rekord extraligy v počtu vychytaných nul. Poslední čtvrtinu poznamenala lež Dudy, který se z nepochopitelných důvodů po uděleném trestu do konce utkání v Liberci vydal do domácí šatny za taktéž vyloučeným Čakajíkem. V play off ale Slavia vyřadila postupně své dva semifinálové přemožitele z předchozích ročníků. Ve finále proti Pardubicím nakonec získala po sedmi zápasech i mistrovský titul. Kromě toho se brankář Málek stal nejlepším brankářem, nejlepším hokejistou play off, hokejistou sezóny a hokejovou jedničkou. Ocenění nejlepšího obránce pro Petra Kadlece jen dotvrdilo, v jaké herní činnosti Slavia dominovala především. Růžička byl vyhlášen nejlepším trenérem, ale po následujícím mistrovství světa byl kritizován, že jako asistent reprezentačního trenéra prosadil do kádru až příliš mnoho hráčů ze svého unaveného mužstva.

#### Sezóna 2003/2004
Slavia se přesvědčila, že obhájit pozici na vrcholu není nic snadného. Do další sezóny vstoupila bez Hejdy, Dudy a Kadlece, který se však naštěstí včas vrátil, aby pomohl přerušit sérii bez vítězství, která mistra postihla na začátku ligy. Do Vánoc se vše týmu podařilo otočit směrem vzhůru a o to větším šokem pro všechny byl Růžičkou vymyšlený krok. Na místo brankáře Málka se stále častěji stavěl Hronek a trenér i generální manažer v jednom poslal jistotu uplynulých sezón na hostování do Plzně za juniorského mistra světa brankáře Zdeňka Šmída a opět i Krátošku. Brzy se zdálo, že šlo tentokrát o špatné rozhodnutí, což v očích mnohých potvrdilo i následné angažování ex-litvínovského Petra Fraňka z Karlových Varů. Franěk se dal zdravotně do pořádku těsně před play-off, ve kterém pouštěl občas zbytečné góly, ale přesto tým provedl přes dva sedmizápasové maratony do finále. Proti Znojmu ve čtvrtfinále prohrávala Slavia již 2:3 na utkání a se Spartou v semifinále po dvou prohrách na samostatné nájezdy dokonce 1:3. V obhajobě titulu jí však nakonec zabránil až přílišný úbytek sil a (ne)domácí prostředí. Pražská finálová utkání se Zlínem se totiž odehrála v nové Sazka Aréně, kterou si Slavia pronajala k zápasům na 20 let místo nepřestavitelného stadiónu v Edenu. V nové hale se ze všech nejlépe dařilo gólmanovi Altrichterovi, který přivedl před deseti lety Slavii do extraligy, ale ve finále jako zlínský náhradník naskočil ve druhém zápase do zlínské branky, kterou již neopustil. Mistrem se tak stali alespoň slávističtí dorostenci a žáci 9. třídy. Beránek si z Galavečera extraligy odnesl Cenu Bóži Modrého a ocenění pro nejproduktivnějšího hráče základní části za 16 gólů a 47 asistencí.

#### Sezóna 2004/2005
Pro posílení útoku využila Slavia do sezóny výluku NHL a obohatila se o hráče z NHL Jozefa Stümpela, Žigmunda Pálffyho a Josefa Vašíčka. V obraně se během roku vystřídal Tomáš Klouček s Jaroslavem Špačkem. Brzy se nejen se sezónou ale s celou kariérou rozloučil obránce Kučera. Záhy se naopak po jedenácti letech vrátil do týmu jiný několikanásobný mistr světa a navíc odchovanec klubu Tomáš Vlasák. Slavia podávala vcelku vyrovnané výkony, které se lepšily s příchodem play-off. V jeho čtvrtfinále však poprvé okusila, jak může být ošidné hrát sedmé rozhodující utkání série na vlastním ledě a vypadla nečekaně brzy s Libercem. Růžička následně vrátil i za pomoci Špačka, Vašíčka a odchovance Hejdy do Česka titul mistrů světa.

#### Sezóna 2005/2006
V sezoně mužstvo skončilo po základní části na druhém místě a pozici druhého nejlepšího celku extraligy obhájil i v play-off, když ve finále prohrál se Spartou v poměru 4:2 na zápasy.

#### Sezóna 2006/2007
Po základní části skončilo mužstvo v sezóně 2006/2007 na 6. místě. Ve čtvrtfinále se utkalo s Českými Budějovicemi, jimž podlehlo v poměru 2:4.

#### Sezóna 2007/2008
Základní část sezóny dokončila Slavia na druhém místě s osmibodovou ztrátou na vítězné České Budějovice. Ve čtvrtfinále play-off si poradila v poměru 4:1 s Třincem, v semifinále 4:3 s Libercem a ve finále stejným poměrem i s Karlovými Vary a slavila tak druhý titul v české extralize.

#### Sezóna 2008/2009
Byť Slavia poprvé vyhrála základní část extraligy (se ziskem 93 bodů a tříbodovým náskokem na Pardubice), nezískala Pohár Jaroslava Pouzara, protože ten byl vítězi základní části udělován až od příští sezóny. V play-off se utkala nejprve s Vítkovicemi (vítězství v poměru 4:3 na zápasy), následně s Plzní, jíž porazila 4:1 na zápasy, a ve finále prohrála s Karlovými Vary v poměru 2:4, které jí tak oplatily porážku z finále předchozí sezóny. Útočník Slavie Jaroslav Bednář se navíc stal nejproduktivnějším hráčem soutěže pro sezónu 2008/2009 (po sezoně však odešel do Ruska).

#### Sezóna 2009/2010
Trenér Vladimír Růžička si před sezónou musel najít nového asistenta, neboť Jiří Kalous, který tuto funkci doposavad zastával, přešel na pozici hlavního trenéra k libereckým Bílým tygrům. Novým asistentem se stal Jiří Čelanský. Slavia si stanovila nižší cíle než v předchozí sezóně, a sice postup do play-off. Ten splnila a v play-off postoupila až do semifinále, když v předkole nejprve porazila Litvínov (3—2 na zápasy), ve čtvrtfinále vyřadila Zlín (4:2 na zápasy) a podlehla až v semifinále Vítkovicím v poměru 1:4 na zápasy. Nejproduktivnějším hráčem celé soutěže se stal útočník Slavie Roman Červenka.

#### Sezóna 2010/2011
Před sezónou opustil mužstvo Roman Červenka, který přestoupil do KHL do Omsku, v němž tou dobou hrál i Jaromír Jágr, a dosavadní kapitán Josef Beránek ukončil sportovní kariéru. Naopak do klubu z Kladna přestoupil brankář Miroslav Kopřiva.
Ačkoliv se mužstvu zpočátku příliš nevedlo a pohyboval se na hranici postupu do předkola play-off (a někdy dokonce i pod ní), po Vánocích se mužstvo zvedlo a atakovalo dokonce i možnost přímého postupu do play-off. Nakonec však po základní části skončilo na sedmé pozici a nutnosti hrát předkolo play-off se nevyhnulo. V něm se utkalo s Karlovými Vary, které porazilo v poměru 3:2 na zápasy, a postoupilo do čtvrtfinále. V něm se Slavia potkala s Libercem, jenž vedl Jiří Kalous, bývalý asistent Vladimíra Růžičky ve Slávii. Slavia se v sérii ujala vedení 3:1 na zápasy, avšak Liberec dokázal srovnat a vynutit si rozhodující sedmý zápas. V něm, ač ještě pět minut před koncem základní hrací doby Slavia prohrávala 1:3, dokázala skóre srovnat a v prodloužení gólem Tomáše Svobody utkání – i celou sérii – rozhodnout ve svůj prospěch. V semifinále pak Slavia narazila na vítěze základní části, na mužstvo Třince. I s ním Slavia nakonec sehrála sedmizápasovou sérii, v níž nakonec podlehla v poměru 3:4, byť i tentokrát v jejím průběhu vedla nad soupeřem již 3:1 na zápasy.

#### Sezóna 2011/2012
Mužstvo i nadále nastupovalo pod trenérem Vladimírem Růžičkou; jeho asistenty byli i nadále Jiří Čelanský a Josef Beránek, kteří se kromě A-týmu věnovali i práci u mládeže: Čelanský byl hlavním trenérem staršího dorostu a Beránek vedl juniory Slavie.
Slavie pro tento ročník sestavila mladý tým a absence několika zkušených hráčů z předchozích sezón se na výsledcích týmu projevila. Na počátku ledna 2012 přišel na pozici asistenta dřívější spolupracovník Vladimíra Růžičky Ondřej Weissmann a Slavia tak měla nejpočetnější tým trenérů v nejvyšší soutěži.
Ani tento kvartet trenérů, přes angažování nových hráčů či výměn hráčů s jinými kluby, nedokázal Slavii dostat do předkola play-off. Slavia tak poprvé pod vedením trenéra Vladimíra Růžičky musela hájit svoji extraligovou příslušnost ve skupině o udržení. I přesto, že byl bodový odstup čtveřice týmů minimální, dokázala si Slavia zajistit vyhnutí se baráži již tři kola před koncem play out. Zápasy ve skupině o udržení sehrála ve svém mateřském stadionu v Edenu, kam se tak vrátila po 8 letech.

#### Sezóna 2012/2013
V předchozím ročníku podepsal trenér Vladimír Růžička čtyřletou smlouvu, což znamená, že i do této sezony vstupoval tým pod jeho vedením. V trenérském štábu došlo k jedné změně – skončil Jiří Čelanský; asistenty Vladimíra Růžičky tak zůstávají Ondřej Weissmann a Josef Beránek.
Tým nedoznal příliš velkých změn proti minulé sezoně a Slavia byla odborníky tipována opět na boje o záchranu. Přesto však mužstvo Vladimíra Růžičky, jako již mnohokrát v minulosti, ukázalo, že na tipování odborníků se neohlíží. Tým měl sice v části sezony díky výluce posily z NHL, jako např. Romana Červenku, ale rozhodně neodehrály tolik utkání, jako třeba Jaromír Jágr, Tomáš Plekanec či Jiří Tlustý v dresu Kladna. Následně několik zápasů odehrál odchovanec Bednář, který ale poté odešel do zahraničí. Přesto mužstvo dokázalo v pohodě dojít do play off a dokonce se usadit na samém čele extraligové tabulky. Po základní části získalo skvělých 94 bodů, což nakonec stačilo na 2. místo, protože tým PSG Zlín měl sice stejně bodů, ale lepší vzájemná bilance s Růžičkovým týmem ho poslala na 1. místo. Přesto se základní část sezony hodnotí jako velice úspěšná.
V play off se Slavie ve čtvrtfinále utkala s Kladnem, povolila mu pouze jednu jedinou výhru a dokonce jen 3 branky v celé sérii, do semifinále tak postoupila poměrem 4:1 na utkání a utkala se s Plzní. Tato série byla mnohem dramatičtější, protože se série z Prahy do Plzně stěhovala za stavu 1:1. Ani Plzeň však obě utkání doma nevyhrála a Slavie tak opět naklonila výhodu domácí haly na svojí stranu. Ani to jí však nestačilo – ačkoli byla minimálně v domácím utkání lepším týmem, tak ho nezvládla, následně prohrála i velice vyrovnané 6. utkání v Plzni a celkově tak v sérii prohrála 2:4 na zápasy. V tomto ročníku tak Slavie končí v semifinále play off, oproti loňské účasti v play out to ale byla určitě úspěšná sezona. Vzhledem k tomu, že Zlín jako vítěz základní části postoupil do finále přes čtvrtý Třinec, získala nakonec Slavia bronzové medaile.

#### Sezóna 2013/2014
Tak jako před každou z posledních sezon si vedení klubu v čele s generálním manažerem a hlavním trenérem v jedné osobě Vladimírem Růžičkou nedalo jasné cíle. Hlavním cílem bylo především proniknutí do bojů play off, jelikož bylo všem jasné, že soutěž bude opět velice vyrovnaná. Slavia navíc v posledních letech pracovala s podstatně nižším rozpočtem než dříve, proto i cíl musel být skromnější. Tým kolem trenéra Růžičky však několikrát dokázal, že i když je podceňován, tak bojuje a dosahuje překvapení. Úspory byly patrné i v realizačním týmu – ten se zúžil, Josef Beránek přešel k juniorům a u áčka zůstal jako asistent pouze Ondřej Weissmann.
Slavia vlétla do sezony poměrně suverénně a zejména v první čtvrtině soutěže velice překvapila, když se držela v první čtyřce. Růžičkovým svěřencům, převážně mladším hráčům, kterým byl oporou zkušený Jaroslav Bednář, který však v části sezony léčil zranění, se pochopitelně nepovedlo tyto skvělé výsledky udržet a postupně se mužstvo tabulkou propadalo. V závěru základní části navíc kvůli programu v O2 areně hrála Slavia rekordních 7 utkání na ledě soupeřů a po této sérii dokonce vypadla z elitní desítky. Následná tři utkání na svém ledě ale zvládla suverénně a díky nim se bodově vyrovnala Litvínovu a o postupujícím týmu do předkola play off se rozhodovalo v posledním kole právě v přímém souboji mezi Slavií a Litvínovem. A pražané zvítězili po urputném boji v prodloužení a tým Vladimíra Růžičky tak opět postoupil do vyřazovacích bojů. V té době však již bylo jasné, že trenér Vladimír Růžička, který je se Slavií úzce spojen, po konci play off z týmu odejde k reprezentačnímu celku České republiky, kde nahradí odstoupivšího Aloise Hadamczika. Je nutné zmínit, že Růžička ve Slavii trénoval nepřetržitě od roku 2000, tedy dlouhých 14 sezon. A v těchto 14. sezonách se mu celkem 13 x povedlo s týmem postoupit do vyřazovacích bojů. Proto postup do předkola byl jakousi pomyslnou třešinkou na dortu jeho působení u týmu. Nicméně se Slavií měl Vladimír Růžička i nadále spolupracovat jako konzultant a trenér mládeže, ale po odstoupení bratří Benýšků z představenstva klubu, bylo všemu jinak. Post hlavního trenéra a generálního manažera nicméně opouští. Určité náznaky o jeho odchodu se objevovaly již řadu let, on sám ale spekulace popíral. Po angažmá u reprezentace však přiznal, že by na 99 % opustil Slavii i v případě, že by do reprezentace nenastoupil, což se původně nepředpokládalo, jelikož Hadamczik měl platnou smlouvu. Růžička by podle svého vyjádření patrně zamířil do některého týmu KHL. Tomu nasvědčoval i fakt, že v průběhu sezony Růžička prodal svůj vlastnický podíl v klubu.
V předkole Slavii potkaly Pardubice. Ty měly výhodu domácího začátku, která je v sérii na 3 vítězství vskutku velikým plusem. Po 2 zápasech však série putovala do Prahy za stavu 1:1. Domácí výhodu však nevyužila ani Slavia, první zápas prohrála. Mečbolu nicméně Pardubice využít nedokázaly a série se stěhovala k 5. zápasu do Pardubic. Tým Vladimíra Růžičky začal velice dobře, nicméně byť 4x v zápase vedl, nakonec padl 6:4 a z postupu do čtvrtfinále se tak radovaly Pardubice. Vladimír Růžička však po zápase mužstvo ocenil za bojovnost a s týmem a předchozími 14 lety na Slavii se rozloučil po tuhém boji v předkole play off. Kariéra a odvedená práce Vladimíra Růžičky na Slavii je ovšem úctyhodná. Nicméně každá kapitola jednou končí a i s tímto faktem se tým Slavie musel vyrovnat, ačkoli sám Růžička i vedení Slavie nezapomnělo dodat, že by se jejich cesty mohly jednou opět spojit.

#### Sezóna 2014/2015
Před tímto ročníkem se musel tým Slavie vyrovnat s jednou velice nepříjemnou ztrátou. Po dlouhých 14 letech u týmu skončil trenér Vladimír Růžička, který odešel k české reprezentaci. Do reprezentace odešel i jeho dvorní asistent Ondřej Weissmann, takže Slavie musela před sezonou najít nový trenérský tým. Vladimír Růžička navrhl jako nástupce Břetislava Kopřivu. S tím však nesouhlasilo vedení Slavie, ve kterém Růžička také skončil, prodal dokonce svůj majetkový podíl v klubu. Před novou sezónou v klubu skončili také bratři Benýškové, na které byl vyvíjen nátlak ze strany fanoušků, ti nabídli k prodeji 69,9 % akcií klubu. Přednostní právo na ně měl Vladimír Pitter, který do té doby vlastnil 30 % akcií klubu. Nakonec přednostního práva využil a odkoupil zbylé procenta akcií klubu. Trenérem byl nakonec zvolen Ladislav Lubina, který měl za sebou kontroverzní minulost. A právě díky ní se od samého začátku potýkal s protesty fanoušků. V letní přípravě byla Slavia k nezastavení, dobře vstoupila i do extraligové sezony. Jelikož ale tým opustila valná většina klíčových hráčů (Petr Jelínek, Petr Kadlec, Lukáš Krenželok...) a z příchozích stojí za zmínku snad jen Tomáš Vlasák, nemohlo si publikum myslet, že jejich oblíbenci budou v popředí extraligové tabulky. Z první krize, při které protesty proti Lubinovi ještě zesílily, se tým dokázal zvednout a držel příčky na hraně předkola play off. Na přelomu listopadu a prosince však přišla série 6 zápasů bez bodu, při které navíc Slavia 5x dostala šestigólový debakl. Vedení klubu nakonec přestalo trenérskou dvojici Ladislav Lubina a Josef Beránek hájit a ihned po prohře v Olomouci ji 5. prosince 2014 odvolala s tím, že nástupce představí 7. prosince. To se také stalo, nicméně ne tak docela – týmu byl jako nový trenér představen Petr Novák, který toho času velice úspěšně vedl juniory Slavie (v seniorském hokeji trénoval 7 let prvoligový Havlíčkův Brod, poté Beroun, krátce nakoukl také do extraligy s Mladou Boleslaví). Současně bylo oznámeno, že odvolaný asistent Josef Beránek u týmu prozatím s Novákem zůstane a že tato dvojice dostává důvěru pouze pro následující dva extraligové zápasy a v průběhu reprezentační přestávky, která následovala, se vedení klubu rozhodne, kdo povede Slavii po zbytek sezony. Hra týmu se pod impulzivním trenérem výrazně zlepšila, na body to však ani v jednom z dvou utkání nestačilo. Proto se před reprezentační pauzou Petr Novák vrátil k juniorce, která pod jeho vedením podává výborné výkony. Na lavičku A-týmu se postavil zkušený slovenský trenér Dušan Gregor. První zápas na střídačce sešívaných si Dušan Gregor odbyl v derby se Spartou, ten ale Slavia prohrála 0:3. V dalším zápase se konečně Slavii podařilo zvítězit s Vítkovicemi, ale na vítěznou vlnu se Slavia dokázat nedostala a následovalo dalších 9 porážek, při kterých získala pouze 1 bod. Na výhru za 3 body čekali slávisté dlouhých 20 zápasů. Ovšem trápení Slavie pokračovalo i nadále a nakonec se tým usadil s větší bodovou ztrátou na posledním místě extraligové tabulky. Po následném neúspěchu v play-out nakonec tým zamířil do baráže společně s předposlední Olomoucí, prvoligovým Chomutovem a Českými Budějovicemi. V ní slávisté drželi naději na udržení až do předposledního 11. kola, ovšem po porážce s Chomutovem naděje zhasla. Slavia obsadila v baráži konečně třetí místo, což znamenalo po 21 letech sestup do 1. ligy. Chomutov se tedy místo Slavie po roce vrátil opět mezi elitu.

#### Sezóna 2015/2016
Před sezónou opustila Slavia O2 Arénu, kde hrála své domácí zápasy v základní části extraligy i případném play off, a navrátila se na zimní stadion Eden v pražských Vršovicích. Tento rok byl tým úspěšný a hned po sestupu do nižší soutěže se mohl vrátit zpět do extraligy. V baráži ale Slavia nestačila a v konkurenci Litvínova, Karlových Varů a Jihlavy skončila třetí.

#### Sezóna 2017/2018
Po sezóně odešel trenér Milan Razým do Litvínova.

### Mistři Evropy, mistři světa a olympijští vítězové
- Roman Červenka (MS 2010, 2024)
- Josef Beránek (ZOH 1998)
- Jan Fleischmann (ME 1911, 1914)
- Miloslav Fleischmann (ME 1911, 1922)
- Jaroslav Jarkovský (ME 1911)
- Jaroslav Jirkovský (ME 1911, 1914, 1922, 1925)
- Tomáš Kucharčík (MS 1999)
- Josef Loos (ME 1914)
- Valentin Loos (ME 1922, 1925)
- Jan Palouš (ME 1911, 1914)
- František Rublič (ME 1914)
- Vladimír Růžička (ZOH 1998; MS 1985; MS 2005 a MS 2010 jako trenér)
- Bohumil Steigenhöfer (ME 1929)
- Jaroslav Špaček (MS 2005)
- Josef Šroubek (ME 1925, 1929)
- Viktor Ujčík (MS 1996, 2001)
- Josef Vašíček (MS 2005)
- Otakar Vindyš (ME 1911, 1922, 1925)

### Další významní hráči a odchovanci klubu
- Jaroslav Bednář
- Josef Beránek
- Ladislav Blažek
- Roman Červenka
- Josef Gruss
- Jan Havel
- Jiří Holeček
- Miloslav Hořava
- Petr Kadlec
- Roman Málek
- Vladimír Růžička
- Michal Sup
- Josef Trousílek
- Tomáš Vlasák
- David Volek

### Ocenění jednotlivců
- Vítěz kanadského bodování nejvyšší soutěže – Vladimír Růžička (1995–1996), Josef Beránek (2003–2004), Jaroslav Bednář (2008–2009), Roman Červenka (2009–2010)
- Nejlepší střelec ligy – Viktor Ujčík (1995–1996), David Hruška (2008–2009)
- Nejlepší asistující hráč – Vladimír Růžička (1995–1996), Josef Beránek (2003–2004), Josef Beránek (2005–2006), Jaroslav Bednář (2008–2009), Roman Červenka (2009–2010)
- Nejlepší brankář – Roman Málek (2000–2001, 2002–2003)
- Nejlepší obránce – Petr Kadlec (2002–2003), Jan Novák (2005–2006), Tomáš Žižka (2007–2008)
- Nejlepší trenér – Vladimír Růžička (2002–2003), Vladimír Růžička (2008–2009), Vladimír Růžička (2010–2011)
- Nejslušnější hráč základní části extraligy – Jan Novák (2005–2006), Jakub Sklenář (2008–2009)
- Nejlepší hráč play off – Roman Málek (2002–2003), Jaroslav Bednář (2007–2008)
- Hokejista sezóny – Roman Málek (2002–2003)
- Hokejová jednička – Roman Málek (2002–2003)
- Akce sezóny – Roman Málek (2000–2001)
- Nejlepší veterán – Vladimír Růžička (1998–99)
- Cena Bóži Modrého – Josef Beránek (2003–04)
- Členové Klubu hokejových střelců – Vladimír Růžička, Viktor Ujčík, Josef Beránek, Tomáš Jelínek
- Nejlepší hráč utkání – Roman Červenka (2009–2010), Miroslav Kopřiva (2010–2011), Dominik Furch (2013–2014)
- Nejlepší nováček – Tomáš Hertl (2011–2012)

### Vyřazená čísla
- 7 – Petr Kadlec (v hale vyvěšeno 2. listopadu 2019)[23]
- 8 – Michal Sup[24]
- 19 – Josef Beránek (v hale vyvěšeno 31. října 2010)[25]
- 63 – Josef Vašíček (v hale vyvěšeno 18. října 2011)[26]
- 72 – Pavel Kolařík (v hale vyvěšeno 22. září 2018)[24]
- 97 – Vladimír Růžička[24]

## Historické názvy
Zdroj:
- 1900 – SK Slavia Praha (Sportovní klub Slavia Praha)
- 1948 – Sokol Slavia Praha
- 1949 – ZSJ Dynamo Slavia Praha (Základní sportovní jednota Dynamo Slavia Praha)
- 1953 – DSO Dynamo Praha (Dobrovolná sportovní organizace Dynamo Praha)
- 1954 – TJ Dynamo Praha (Tělovýchovná jednota Dynamo Praha)
- 1964 – fúze s Tatrou Smíchov ⇒ název nezměněn
- 1965 – TJ Slavia Praha (Tělovýchovná jednota Slavia Praha)
- 1977 – TJ Slavia IPS Praha (Tělovýchovná jednota Slavia Inženýrské průmyslové stavby Praha)
- 1993 – HC Slavia Praha (Hockey Club Slavia Praha)

## Statistiky

### Přehled ligové účasti
Stručný přehled
Zdroj:
- 1936–1937: 1. liga (1. ligová úroveň v Československu)
- 1937–1938: Středočeská I. A třída (2. ligová úroveň v Československu)
- 1938–1939: bez soutěže
- 1939–1940: Balounkova I. A třída – sk. A (2. ligová úroveň v Protektorátu Čechy a Morava)
- 1940–1943: Balounkova I. A třída – sk. Roudnice (2. ligová úroveň v Protektorátu Čechy a Morava)
- 1943–1944: Balounkova I. A třída – sk. Roudnice (3. ligová úroveň v Protektorátu Čechy a Morava)
- 1944–1945: Zimní hry – sk. B (zimní soutěž v Protektorátu Čechy a Morava)
- 1945–1946: Divize – sk. Sever (2. ligová úroveň v Československu)
- 1946–1949: Středočeská divize – sk. A (2. ligová úroveň v Československu)
- 1949–1950: Oblastní soutěž – sk. D2 (2. ligová úroveň v Československu)
- 1950–1951: Oblastní soutěž – sk. C (2. ligová úroveň v Československu)
- 1951–1952: Středočeská I. třída – sk. B (2. ligová úroveň v Československu)
- 1952–1953: Středočeská I. A třída – sk. B (2. ligová úroveň v Československu)
- 1953–1954: I. třída MVTVS Praha (3. ligová úroveň v Československu)
- 1954–1955: Celostátní soutěž – sk. E (2. ligová úroveň v Československu)
- 1955–1956: Celostátní soutěž – sk. B (2. ligová úroveň v Československu)
- 1956–1957: 2. liga – sk. B (2. ligová úroveň v Československu)
- 1957–1958: 2. liga – sk. A (2. ligová úroveň v Československu)
- 1958–1959: Oblastní soutěž – sk. D (3. ligová úroveň v Československu)
- 1959–1960: 2. liga – sk. A (2. ligová úroveň v Československu)
- 1960–1963: Krajský přebor – Praha (3. ligová úroveň v Československu)
- 1963–1966: 2. liga – sk. A (2. ligová úroveň v Československu)
- 1966–1968: 2. liga – sk. B (2. ligová úroveň v Československu)
- 1968–1969: 2. liga – sk. A (2. ligová úroveň v Československu)
- 1969–1973: 1. ČNHL – sk. A (2. ligová úroveň v Československu)
- 1973–1976: 1. ČNHL (2. ligová úroveň v Československu)
- 1976–1977: 2. ČNHL – sk. B (3. ligová úroveň v Československu)
- 1977–1978: 2. ČNHL – sk. A (3. ligová úroveň v Československu)
- 1978–1979: 1. ČNHL (2. ligová úroveň v Československu)
- 1979–1983: 1. ČNHL – sk. A (2. ligová úroveň v Československu)
- 1983–1993: 1. ČNHL (2. ligová úroveň v Československu)
- 1993–1994: 1. liga (2. ligová úroveň v České republice)
- 1994–2015: Extraliga (1. ligová úroveň v České republice)
- 2015– : 1. liga (2. ligová úroveň v České republice)

Jednotlivé ročníky
Zdroj:
Legenda: červené podbarvení – sestup, zelené podbarvení – postup, fialové podbarvení – reorganizace, změna skupiny či soutěže
| Československo (1936 – 1938)                                                       |                                |        |    |     |                                                                 |           |                  |
| Ročník                                                                             | Soutěž                         | Úroveň | PK | ZČ  | Play off                                                        | Celk. um. | Pozn.            |
| 1936/1937                                                                          | 1. liga                        | 1.     | 8  | 7.  |                                                                 | 7.        | Baráž            |
| 1937/1938                                                                          | Středočeská I. A třída         | 2.     | 7  | 3.  |                                                                 | 3.        | Reorganizace     |
| Mužské družstvo nebylo v sezóně 1938/39 přihlášeno do žádných župních mistrovství. |                                |        |    |     |                                                                 |           |                  |
| Protektorát Čechy a Morava (1939 – 1945)                                           |                                |        |    |     |                                                                 |           |                  |
| Ročník                                                                             | Soutěž                         | Úroveň | PK | ZČ  | Play off                                                        | Celk. um. | Pozn.            |
| 1939/1940                                                                          | I. A třída – sk. A             | 2.     | 5  | 5.  |                                                                 | 5.        | Reorganizace     |
| 1940/1941                                                                          | I. A třída – sk. Roudnice      | 2.     | 4  | 3.  |                                                                 | 3.        |                  |
| 1941/1942                                                                          | I. A třída – sk. Roudnice      | 2.     | 4  | 3.  |                                                                 | 3.        |                  |
| 1942/1943                                                                          | I. A třída – sk. Roudnice      | 2.     | 4  | 2.  |                                                                 | 2.        | Reorganizace     |
| 1943/1944                                                                          | I. A třída – sk. Roudnice      | 3.     | 6  | 1.  |                                                                 | 1.        | Reorganizace     |
| 1944/1945                                                                          | Zimní hry – sk. B              | –.     | 5  | 5.  |                                                                 | 5.        | Reorganizace     |
| Československo (1945 – 1993)                                                       |                                |        |    |     |                                                                 |           |                  |
| Ročník                                                                             | Soutěž                         | Úroveň | PK | ZČ  | Play-off                                                        | Cel. um.  | Pozn.            |
| 1945/1946                                                                          | Divize – sk. Sever             | 2.     | 6  | 3.  |                                                                 | 3.        | Reorganizace     |
| 1946/1947                                                                          | Středočeská divize – sk. A     | 2.     | 6  | 1.  | Kvalifikace Stř. divize o 1. ligu (prohra 2:4 s SSC Říčany)     | 1.        |                  |
| 1947/1948                                                                          | Středočeská divize – sk. A     | 2.     | 7  | –.  |                                                                 | –.        | Soutěž nedohrána |
| 1948/1949                                                                          | Středočeská divize – sk. A     | 2.     | 7  | 3.  |                                                                 | 3.        | Reorganizace     |
| 1949/1950                                                                          | Oblastní soutěž – sk. D2       | 2.     | 6  | 2.  |                                                                 | 2.        | Reorganizace     |
| 1950/1951                                                                          | Oblastní soutěž – sk. C        | 2.     | 8  | 2.  | Závěrečná nadstavba (sk. Západ, 9. místo)                       | 2.        | Reorganizace     |
| 1951/1952                                                                          | Středočeská I. třída – sk. B   | 2.     | 6  | 1.  |                                                                 | 1.        | Reorganizace     |
| 1952/1953                                                                          | Středočeská I. A třída – sk. B | 2.     | 6  | 4.  |                                                                 | 4.        | Reorganizace     |
| 1953/1954                                                                          | I. třída MVTVS Praha           | 3.     | 12 | 1.  |                                                                 | 1.        | Postup           |
| 1954/1955                                                                          | Celostátní soutěž – sk. E      | 2.     | 4  | 1.  |                                                                 | 1.        | Finále           |
| 1955/1956                                                                          | Celostátní soutěž – sk. B      | 2.     | 6  | 2.  |                                                                 | 2.        |                  |
| 1956/1957                                                                          | 2. liga – sk. B                | 2.     | 6  | 6.  |                                                                 | 6.        |                  |
| 1957/1958                                                                          | 2. liga – sk. A                | 2.     | 9  | 9.  |                                                                 | 9.        | Sestup           |
| 1958/1959                                                                          | Oblastní soutěž – sk. D        | 3.     | 6  | 1.  |                                                                 | 1.        | Postup           |
| 1959/1960                                                                          | 2. liga – sk. A                | 2.     | 12 | 10. |                                                                 | 10.       | Sestup           |
| 1960/1961                                                                          | Krajský přebor                 | 3.     | 7  | 3.  |                                                                 | 3.        |                  |
| 1961/1962                                                                          | Krajský přebor                 | 3.     | 8  | 2.  |                                                                 | 2.        |                  |
| 1962/1963                                                                          | Krajský přebor                 | 3.     | 8  | 1.  |                                                                 | 1.        | Kvalifikace      |
| 1963/1964                                                                          | 2. liga – sk. A                | 2.     | 8  | 8.  |                                                                 | 8.        | Sestup           |
| 1964/1965                                                                          | 2. liga – sk. A                | 2.     | 8  | 4.  |                                                                 | 4.        |                  |
| 1965/1966                                                                          | 2. liga – sk. A                | 2.     | 8  | 3.  |                                                                 | 3.        |                  |
| 1966/1967                                                                          | 2. liga – sk. B                | 2.     | 8  | 3.  |                                                                 | 3.        |                  |
| 1967/1968                                                                          | 2. liga – sk. B                | 2.     | 8  | 2.  |                                                                 | 2.        |                  |
| 1968/1969                                                                          | 2. liga – sk. A                | 2.     | 16 | 3.  |                                                                 | 3.        |                  |
| 1969/1970                                                                          | 1. ČNHL – sk. A                | 2.     | 16 | 8.  |                                                                 | 8.        |                  |
| 1970/1971                                                                          | 1. ČNHL – sk. A                | 2.     | 16 | 6.  |                                                                 | 6.        |                  |
| 1971/1972                                                                          | 1. ČNHL – sk. A                | 2.     | 16 | 3.  |                                                                 | 3.        | Kvalifikace      |
| 1972/1973                                                                          | 1. ČNHL – sk. A                | 2.     | 16 | 5.  |                                                                 | 5.        |                  |
| 1973/1974                                                                          | 1. ČNHL                        | 2.     | 12 | 8.  |                                                                 | 8.        |                  |
| 1974/1975                                                                          | 1. ČNHL                        | 2.     | 12 | 8.  |                                                                 | 8.        |                  |
| 1975/1976                                                                          | 1. ČNHL                        | 2.     | 12 | 12. |                                                                 | 12.       | Sestup           |
| 1976/1977                                                                          | 2. ČNHL – sk. B                | 3.     | 8  | 3.  |                                                                 | 3.        |                  |
| 1977/1978                                                                          | 2. ČNHL – sk. A                | 3.     | 9  | 1.  |                                                                 | 1.        | Kvalifikace      |
| 1978/1979                                                                          | 1. ČNHL                        | 2.     | 12 | 12. |                                                                 | 12.       | Kvalifikace      |
| 1979/1980                                                                          | 1. ČNHL – sk. A                | 2.     | 12 | 6.  |                                                                 | 6.        |                  |
| 1980/1981                                                                          | 1. ČNHL – sk. A                | 2.     | 12 | 6.  |                                                                 | 6.        | sk. o udr.       |
| 1981/1982                                                                          | 1. ČNHL – sk. A                | 2.     | 12 | 1.  |                                                                 | 1.        | Finále           |
| 1982/1983                                                                          | 1. ČNHL – sk. A                | 2.     | 12 | 3.  |                                                                 | 3.        | Finále           |
| 1983/1984                                                                          | 1. ČNHL                        | 2.     | 12 | 5.  |                                                                 | 5.        |                  |
| 1984/1985                                                                          | 1. ČNHL                        | 2.     | 12 | 5.  |                                                                 | 5.        |                  |
| 1985/1986                                                                          | 1. ČNHL                        | 2.     | 12 | 4.  |                                                                 | 4.        |                  |
| 1986/1987                                                                          | 1. ČNHL                        | 2.     | 12 | 4.  | O 3. místo (prohra 0:2 na zápasy s TJ Lokomotiva Ingstav Brno)  | 4.        |                  |
| 1987/1988                                                                          | 1. ČNHL                        | 2.     | 12 | 8.  | Čtvrtfinále (prohra 0:2 na zápasy s TJ Vítkovice)               | 8.        |                  |
| 1988/1989                                                                          | 1. ČNHL                        | 2.     | 12 | 9.  |                                                                 | 9.        | sk. o udr.       |
| 1989/1990                                                                          | 1. ČNHL                        | 2.     | 12 | 12. |                                                                 | 12.       | sk. o udr.       |
| 1990/1991                                                                          | 1. ČNHL                        | 2.     | 12 | 6.  |                                                                 | 6.        | Finále           |
| 1991/1992                                                                          | 1. ČNHL                        | 2.     | 12 | 5.  |                                                                 | 5.        | Finále           |
| 1992/1993                                                                          | 1. ČNHL                        | 2.     | 12 | 5.  | O 5. místo (výhra 2:1 na zápasy nad TJ Baník Hodonín)           | 5.        |                  |
| Česko (1993 – )                                                                    |                                |        |    |     |                                                                 |           |                  |
| Ročník                                                                             | Soutěž                         | Úroveň | PK | ZČ  | Play-off                                                        | Cel. um.  | Pozn.            |
| 1993/1994                                                                          | 1. liga                        | 2.     | 14 | 2.  | Semifinále (výhra 3:0 na zápasy nad HC Kometa Brno)             | 2.        | Baráž            |
| 1994/1995                                                                          | Extraliga                      | 1.     | 12 | 7.  | Čtvrtfinále (prohra 0:3 na zápasy s HC Kladno)                  | 7.        |                  |
| 1995/1996                                                                          | Extraliga                      | 1.     | 14 | 6.  | Čtvrtfinále (prohra 0:4 na zápasy s HC České Budějovice)        | 6.        |                  |
| 1996/1997                                                                          | Extraliga                      | 1.     | 14 | 8.  | Čtvrtfinále (prohra 0:3 na zápasy s HC Petra Vsetín)            | 8.        |                  |
| 1997/1998                                                                          | Extraliga                      | 1.     | 14 | 6.  | Čtvrtfinále (prohra 2:3 na zápasy s HC Železárny Třinec)        | 6.        |                  |
| 1998/1999                                                                          | Extraliga                      | 1.     | 14 | 10. | Ne                                                              | 10.       |                  |
| 1999/2000                                                                          | Extraliga                      | 1.     | 14 | 10. | Ne                                                              | 10.       |                  |
| 2000/2001                                                                          | Extraliga                      | 1.     | 14 | 7.  | Semifinále (prohra 1:3 na zápasy s HC Slovnaft Vsetín)          | 4.        |                  |
| 2001/2002                                                                          | Extraliga                      | 1.     | 14 | 6.  | Semifinále (prohra 0:3 na zápasy s HC Sparta Praha)             | 4.        |                  |
| 2002/2003                                                                          | Extraliga                      | 1.     | 14 | 2.  | Finále (výhra 4:3 na zápasy nad HC IPB Pojišťovna Pardubice)    | 1.        |                  |
| 2003/2004                                                                          | Extraliga                      | 1.     | 14 | 5.  | Finále (prohra 1:4 na zápasy s HC Hamé Zlín)                    | 2.        |                  |
| 2004/2005                                                                          | Extraliga                      | 1.     | 14 | 4.  | Čtvrtfinále (prohra 3:4 na zápasy s Bílí Tygři Liberec)         | 6.        |                  |
| 2005/2006                                                                          | Extraliga                      | 1.     | 14 | 2.  | Finále (prohra 2:4 na zápasy s HC Sparta Praha)                 | 2.        |                  |
| 2006/2007                                                                          | Extraliga                      | 1.     | 14 | 6.  | Čtvrtfinále (prohra 2:4 na zápasy s HC Mountfield)              | 6.        |                  |
| 2007/2008                                                                          | Extraliga                      | 1.     | 14 | 2.  | Finále (výhra 4:3 na zápasy nad HC Energie Karlovy Vary)        | 1.        |                  |
| 2008/2009                                                                          | Extraliga                      | 1.     | 14 | 1.  | Finále (prohra 2:4 na zápasy s HC Energie Karlovy Vary)         | 2.        |                  |
| 2009/2010                                                                          | Extraliga                      | 1.     | 14 | 7.  | Semifinále (prohra 1:4 na zápasy s HC Vítkovice Steel)          | 3.        |                  |
| 2010/2011                                                                          | Extraliga                      | 1.     | 14 | 7.  | Semifinále (prohra 3:4 na zápasy s HC Oceláři Třinec)           | 4.        |                  |
| 2011/2012                                                                          | Extraliga                      | 1.     | 14 | 12. | Ne                                                              | 12.       | sk. o udr.       |
| 2012/2013                                                                          | Extraliga                      | 1.     | 14 | 2.  | Semifinále (prohra 2:4 na zápasy s HC Škoda Plzeň)              | 3.        |                  |
| 2013/2014                                                                          | Extraliga                      | 1.     | 14 | 10. | Předkolo (prohra 2:3 na zápasy s HC ČSOB Pojišťovna Pardubice)  | 10.       |                  |
| 2014/2015                                                                          | Extraliga                      | 1.     | 14 | 14. | Ne                                                              | 14.       | Baráž            |
| 2015/2016                                                                          | 1. liga                        | 2.     | 14 | 4.  | Semifinále (výhra 4:0 na zápasy nad ČEZ Motor České Budějovice) | 2.        | Baráž            |
| 2016/2017                                                                          | 1. liga                        | 2.     | 14 | 4.  | Semifinále (prohra 1:4 na zápasy s ČEZ Motor České Budějovice)  | 4.        |                  |
| 2017/2018                                                                          | 1. liga                        | 2.     | 14 | 4.  | Semifinále (prohra 0:4 na zápasy s HC Energie Karlovy Vary)     | 4.        |                  |
| 2018/2019                                                                          | 1. liga                        | 2.     | 15 | 11. | Ne                                                              | 11.       |                  |
| 2019/2020                                                                          | 1. liga                        | 2.     | 16 | 7.  | play-off zrušeno kvůli pandemii covidu-19                       |           | Nedohráno        |
| 2020/2021                                                                          | 1. liga                        | 2.     | 18 | 9.  | Čtvrtfinále (prohra 1:4 na zápasy s Rytíři Kladno)              | 8.        |                  |
| 2021/2022                                                                          | 1. liga                        | 2.     | 17 | 7.  | Čtvrtfinále (prohra 2:3 na zápasy s VHK ROBE Vsetín)            | 8.        |                  |
| 2022/2023                                                                          | 1. liga                        | 2.     | 14 | 10. | Předkolo (prohra 0:2 na zápasy s HC Dukla Jihlava)              | 8.        |                  |
| 2023/2024                                                                          | 1. liga                        | 2.     | 14 | 9.  | Předkolo (prohra 1:2 na zápasy s HC Dukla Jihlava)              | 9.        |                  |
| 2024/2025                                                                          | 1. liga                        | 2.     | 14 | 11. | Ne                                                              | 11.       |                  |
| 2025/2026                                                                          | 1. liga                        | 2.     | 14 |     |                                                                 |           |                  |

### Přehled kapitánů a trenérů vjednotlivých sezónách
| Sezóna    | Soutěž    | Kapitán          | Trenéři | Soupiska |
| --------- | --------- | ---------------- | --- | -------- |
| 1993/1994 | 1. liga   | ?                | Pavel Richter, Tomáš Herstus – Pavel Richter, Richard Farda                                                                                |          |
| 1994/1995 | Extraliga | Vladimír Růžička | Pavel Richter, Břetislav Kopřiva – Richard Farda, Břetislav Kopřiva                                                                        |          |
| 1995/1996 | Extraliga | Vladimír Růžička | Richard Farda, Břetislav Kopřiva |          |
| 1996/1997 | Extraliga | Vladimír Růžička | Marek Sýkora, Vladimír Kolek – Jaromír Šindel, Jiří Kalous – Richard Farda, Ladislav Slížek                                                |          |
| 1997/1998 | Extraliga | Vladimír Růžička | Richard Farda, Ladislav Slížek |          |
| 1998/1999 | Extraliga | Vladimír Růžička | Richard Farda, Ladislav Slížek |          |
| 1999/2000 | Extraliga | Vladimír Růžička | Vladimír Caldr, Jiří Kalous – Josef Beránek, Jiří Kalous                                                                                   |          |
| 2000/2001 | Extraliga | Jan Alinč        | Jaromír Šindel, Ondřej Weissmann – Vladimír Růžička, Ondřej Weissmann                                                                      |          |
| 2001/2002 | Extraliga | Jan Alinč        | Vladimír Růžička, Ondřej Weissmann, Jiří Kalous                                                                                            | Zde      |
| 2002/2003 | Extraliga | Josef Beránek    | Vladimír Růžička, Ondřej Weissmann, Jiří Kalous                                                                                            | Zde      |
| 2003/2004 | Extraliga | Josef Beránek    | Vladimír Růžička, Ondřej Weissmann, Jiří Kalous                                                                                            | Zde      |
| 2004/2005 | Extraliga | Josef Beránek    | Vladimír Růžička, Ondřej Weissmann, Jiří Kalous                                                                                            | Zde      |
| 2005/2006 | Extraliga | Josef Beránek    | Vladimír Růžička, Ondřej Weissmann, Jiří Kalous                                                                                            | Zde      |
| 2006/2007 | Extraliga | Josef Beránek    | Vladimír Růžička, Ondřej Weissmann, Jiří Kalous                                                                                            | Zde      |
| 2007/2008 | Extraliga | Josef Beránek    | Vladimír Růžička, Jiří Kalous | Zde      |
| 2008/2009 | Extraliga | Josef Beránek    | Vladimír Růžička, Jiří Kalous | Zde      |
| 2009/2010 | Extraliga | Josef Beránek    | Vladimír Růžička, Jiří Čelanský | Zde      |
| 2010/2011 | Extraliga | Petr Kadlec      | Vladimír Růžička, Jiří Čelanský, Josef Beránek                                                                                             | Zde      |
| 2011/2012 | Extraliga | Petr Kadlec      | Vladimír Růžička, Jiří Čelanský, Josef Beránek Ondřej Weissmann                                                                            | Zde      |
| 2012/2013 | Extraliga | Petr Kadlec      | Vladimír Růžička, Ondřej Weissmann, Josef Beránek                                                                                          | Zde      |
| 2013/2014 | Extraliga | Petr Kadlec      | Vladimír Růžička, Ondřej Weissmann | Zde      |
| 2014/2015 | Extraliga | Jaroslav Bednář  | Ladislav Lubina, Josef Beránek – Petr Novák, Josef Beránek – Dušan Gregor, Josef Beránek – Josef Beránek, Jan Srdínko                      | Zde      |
| 2015/2016 | 1. liga   | Pavel Kolařík    | Pavel Hynek, Milan Razým – Milan Razým, Jan Srdínko                                                                                        | Zde      |
| 2016/2017 | 1. liga   | Pavel Kolařík    | Milan Razým, Jan Srdínko, Roman Málek | Zde      |
| 2017/2018 | 1. liga   | Jan Novák        | Milan Razým, Jan Srdínko, Roman Málek | Zde      |
| 2018/2019 | 1. liga   | Jan Novák        | Miloš Říha, Jan Srdínko, Roman Málek | Zde      |
| 2019/2020 | 1. liga   | Jan Novák        | Miloš Říha, Jan Srdínko, Roman Málek | Zde      |
| 2020/2021 | 1. liga   | Jan Novák        | Martin Štrba, Jiří Doležal, Roman Málek – Jiří Veber, Pavel Kolařík, Roman Málek – Miloš Říha, Pavel Kolařík, Roman Málek                  | Zde      |
| 2021/2022 | 1. liga   |                  | Jiří Veber, Pavel Kolařík, Roman Málek, Marek Tomica                                                                                       | Zde      |
| 2022/2023 | 1. liga   | Tomáš Knotek     | Jiří Veber, Pavel Kolařík, Roman Málek, Marek Tomica – Daniel Tvrzník, Pavel Kolařík, Marek Tomica, Roman Málek                            | Zde      |
| 2023/2024 | 1. liga   | Tomáš Knotek     | Daniel Tvrzník, Pavel Kolařík, Marek Tomica, Roman Málek – Aleš Totter, Daniel Tvrzník, Pavel Kolařík, Marek Tomica (poradce Patrik Eliáš) | Zde      |
| 2024/2025 | 1. liga   | Jan Holý         | Aleš Totter, Vojtěch Šik, Radek Hlavatý, Marek Tomica (kondiční trenér), Jan Chábera (trenér brankářů), Patrik Eliáš (poradce)             |          |

### Nejlepší střelec,nejlepší nahrávač– historický přehled
| Ročník    | Branky v základní části | Nahrávky v základní části      | Body v základní části          |
| --------- | ----------------------- | ------------------------------ | ------------------------------ |
| 1999/2000 | Zdeněk Skořepa 19       | Pavel Geffert 23               | Zdeněk Skořepa 34              |
| 2000/2001 | Daniel Branda 18        | Jan Alinč 35                   | Jan Alinč 47                   |
| 2001/2002 | Viktor Ujčík 25         | Daniel Branda 27               | Viktor Ujčík, Daniel Branda 48 |
| 2002/2003 | Michal Sup 25           | Radek Duda 23                  | Radek Duda 40                  |
| 2003/2004 | Michal Sup 27           | Josef Beránek 47               | Josef Beránek 63               |
| 2004/2005 | Žigmund Pálffy 21       | Jan Novák 30                   | Josef Vašíček 43               |
| 2005/2006 | Michal Sup 23           | Josef Beránek 38               | Josef Beránek 52               |
| 2006/2007 | David Hruška 23         | Jaroslav Bednář 23             | Jaroslav Bednář 45             |
| 2007/2008 | Jaroslav Bednář 25      | Josef Beránek, Petr Kadlec 15  | Jaroslav Bednář 36             |
| 2008/2009 | David Hruška 31         | Jaroslav Bednář 41             | Jaroslav Bednář 68             |
| 2009/2010 | Roman Červenka 30       | Roman Červenka 43              | Roman Červenka 73              |
| 2010/2011 | Tomáš Svoboda 17        | Michal Vondrka, Petr Kadlec 21 | Michal Vondrka 35              |
| 2011/2012 | Tomáš Pospíšil 15       | Tomáš Pospíšil, Petr Kadlec 20 | Tomáš Pospíšil 35              |
| 2012/2013 | Tomáš Hertl 18          | Vladimír Růžička 22            | Tomáš Hertl 30                 |
| 2013/2014 | Jaroslav Bednář 21      | Jaroslav Bednář 27             | Jaroslav Bednář 48             |
| 2014/2015 | Jaroslav Bednář 17      | Jaroslav Bednář 27             | Jaroslav Bednář 44             |
| 2015/2016 | Miloslav Čermák 24      | Nathan Robinson 30             | Miloslav Čermák 47             |
| 2016/2017 | David Šafránek 17       | Zdeněk Kubica 18               | David Šafránek 31              |
| 2017/2018 | Zdeněk Doležal 18       | David Šafránek 25              | David Šafránek 35              |
| 2018/2019 | Jan Veselý 19           | Jan Novák 29                   | Jan Novák 34                   |
| 2019/2020 | Tomáš Šmerha 30         | Tomáš Šmerha 31                | Tomáš Šmerha 61                |
| 2020/2021 | Petr Kafka 17           | Filip Vlček 20                 | Filip Vlček 28                 |
| 2021/2022 | Tomáš Knotek 19         | Tomáš Knotek 26                | Tomáš Knotek 45                |
| 2022/2023 | Lukáš Žejdl 22          | Karel Klikorka 24              | Lukáš Žejdl 36                 |
| 2023/2024 | Matěj Beran 19          | Edgars Kulda 23                | Tomáš Knotek 36                |
| 2024/2025 | Lukáš Strnad 18         | Roman Přikryl 30               | Roman Přikryl 36               |

## Účast vmezinárodních pohárech
Zdroj:
Legenda: SP – Spenglerův pohár, EHP – Evropský hokejový pohár, EHL – Evropská hokejová liga, SSix – Super six, IIHFSup – IIHF Superpohár, VC – Victoria Cup, HLMI – Hokejová liga mistrů IIHF, ET – European Trophy, HLM – Hokejová liga mistrů, KP – Kontinentální pohár
- HLMI 2008/2009 – Základní skupina D (2. místo)
- ET 2011 – Severní divize (6. místo)

## Individuální trofeje
| Počet                                          | Hráč             | Roky                              |
| ---------------------------------------------- | ---------------- | --------------------------------- |
| Vítěz kanadského bodování                      |                  |                                   |
| 1                                              | Vladimír Růžička | 1995/1996                         |
| 1                                              | Josef Beránek    | 2003/2004                         |
| 1                                              | Jaroslav Bednář  | 2008/2009                         |
| 1                                              | Roman Červenka   | 2009/2010                         |
| Nejlepší střelec ligy                          |                  |                                   |
| 1                                              | Viktor Ujčík     | 1995/1996                         |
| 1                                              | David Hruška     | 2008/2009                         |
| Nejlepší nahrávač                              |                  |                                   |
| 1                                              | Vladimír Růžička | 1995/1996                         |
| 2                                              | Josef Beránek    | 2003/2004 • 2005/2006             |
| 1                                              | Jaroslav Bednář  | 2008/2009                         |
| 1                                              | Roman Červenka   | 2009/2010                         |
| Nejlepší brankář                               |                  |                                   |
| 2                                              | Roman Málek      | 2000/2001 • 2002/2003             |
| Nejlepší nováček                               |                  |                                   |
| 1                                              | Tomáš Hertl      | 2011/2012                         |
| Nejproduktivnější obránce                      |                  |                                   |
| 1                                              | Miloslav Hořava  | 1995/1996                         |
| Nejlepší obránce                               |                  |                                   |
| 1                                              | Petr Kadlec      | 2002/2003                         |
| 1                                              | Jan Novák        | 2005/2006                         |
| 1                                              | Tomáš Žižka      | 2007/2008                         |
| Hokejista sezóny                               |                  |                                   |
| 2                                              | Roman Málek      | 2002/2003 • 2003/2004             |
| Nejlepší hráč play off                         |                  |                                   |
| 1                                              | Roman Málek      | 2002/2003                         |
| 1                                              | Jaroslav Bednář  | 2007/2008                         |
| Nejproduktivnější hráč Tipsport ELH (play off) |                  |                                   |
| 1                                              | Jakub Klepiš     | 2007/2008                         |
| 2                                              | Roman Červenka   | 2008/2009 • 2009/2010             |
| Nejlepší trenér                                |                  |                                   |
| 3                                              | Vladimír Růžička | 2002/2003 • 2008/2009 • 2010/2011 |